# مجلس الوزراء الكويتي 1998
مجلس الوزراء الكويتي 1998 أو الحكومة الكويتية الثامنة عشر أو حكومة سعد العبد الله التاسعة هي الوزارة رقم 18 في تاريخ دولة الكويت منذ الاستقلال عام 1961، تشكّلت في تاريخ 22 مارس 1998، برئاسة ولي العهد الكويتي - آنذاك - الشيخ سعد العبد الله السالم الصباح، واستمرت حتى 4 يوليو 1999.

## التشكيلة الوزارية
- رئيس الوزراء: سعد العبد الله السالم الصباح
- نائب أول لرئيس مجلس الوزراء ووزير الخارجية: صباح الأحمد الجابر الصباح
- نائب رئيس مجلس الوزراء ووزير الدفاع: سالم صباح السالم الصباح
- نائب رئيس مجلس الوزراء ووزير الدولة لشؤون مجلس الوزراء: ناصر عبد الله الروضان (استقالة) / عبد العزيز دخيل الدخيل
- وزير العدل ووزير الأوقاف والشؤون الأسلامية: أحمد خالد الكليب
- وزير الشؤون الاجتماعية والعمل ووزير الدولة لشؤون الإسكان: جاسم محمد العون
- وزير الكهرباء والماء ووزير الأشغال العامة: حمود عبد الله الرقبة
- وزير النفط: سعود الناصر الصباح
- وزير الصحة: عادل خالد صبيح الصبيح
- وزير التجارة والصناعة: عبد العزيز دخيل الدخيل (تعديل وزاري) / هشام سليمان العتيبي
- وزير التربية ووزير التعليم العالي: عبد العزيز عبد الوهاب الغانم
- وزير المالية ووزير المواصلات: علي سالم العلي الصباح
- وزير التخطيط ووزير الدولة لشؤون التنمية الإدارية: علي موسى الموسى
- وزير الداخلية: محمد الخالد الحمد الصباح
- وزير الدولة لشؤون مجلس الأمة: محمد ضيف الله شرار
- وزير الإعلام: يوسف محمد السميط